# 大牟田市立中友小学校
大牟田市立中友小学校（おおむたしりつなかともしょうがっこう）は、福岡県大牟田市に所在する公立小学校。

## 概要
市の中央部に位置する。

## 所在地
- 福岡県大牟田市中友町1番地20

## 沿革
- 1949年（昭和24年）4月 - 発足
- 1959年（昭和34年）10月 - 校歌制定
- 1963年（昭和38年）9月 - 学校給食文部大臣賞を受賞
- 1980年（昭和55年）2月 - 新校舎落成
- 1982年（昭和57年）2月 -  体育館落成
- 1988年（昭和63年）9月 - 新プールが完成する
- 2012年（平成24年）4月 - ユネスコスクールに加盟承認される

## 通学区域
- 本（ほん）町1・2丁目
- 本町3丁目の一部
- 西浜田（にしはまだ）町
- 浜田（はまだ）町
- 中友（なかとも）町
- 住吉（すみよし）町
- 中島（なかしま）町
- 港（みなと）町
- 古（ふる）町
- 橋口（はしぐち）町
- 松原（まつばら）町の一部
- 西新（にししん）町
- 大正（たいしょう）町1～3丁目
- 新地（しんち）町
- 久保田（くぼた）町1丁目の一部[1]

## 周辺
- 大牟田川
- 福岡県大牟田児童相談所